# Vladimir II Monômaco
Vladimir II Monômaco ou Valdemar II Monômaco Влади́мир II Все́володович Монома́х (Vladímir II Vsévolodovich Monomaj) (1052 — Quieve, 19 de Maio de 1125) foi grão-príncipe de Quieve.

## Reinado
Em sua famosa Instrução (também conhecida como O Testamento) para seus próprios filhos, Monômaco menciona que conduziu 83 campanhas militares e 19 vezes fez as pazes com os Polovtsi. No início, ele travou uma guerra contra a estepe junto com seu primo Olegue, mas depois que Vladimir foi enviado por seu pai para governar Chernigov e Olegue fez as pazes com os Polovtsi para retomar aquela cidade dele, eles se separaram. Desde aquela época, Vladimir e Olegue eram inimigos amargos que costumavam se envolver em guerras mortais. A inimizade continuou entre seus filhos e posteridade mais distante.

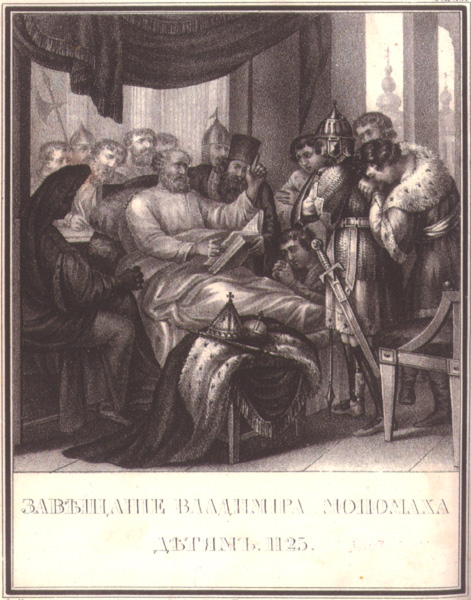
Monômaco descansa após a caça (pintura de Viktor Vasnetsov, c. 1900)

A partir de 1094, seu principal patrimônio era a cidade meridional de Pereiaslav, embora também controlasse Rostóvia, Susdália e outras províncias do norte (ver Principado de Pereyaslavl). Nessas terras fundou várias cidades, notadamente seu homônimo, Vladimir, a futura capital da Rússia. A fim de unir os príncipes da Rus' em sua luta contra a Grande Estepe, Vladimir iniciou três congressos principescos, sendo o mais importante realizado em Lyubech em 1097 e Dolobsk em 1103.
Em 1107 ele derrotou Boniaque, um cã cumano que liderou uma invasão na Rússia de Quieve. Quando Esvetopolco II morreu em 1113, a população de Quieve se revoltou e convocou Vladimir à capital. No mesmo ano ele entrou em Quieve para grande deleite da multidão e reinou lá até sua morte em 1125. Como pode ser visto em sua Instrução, ele promulgou uma série de reformas para aliviar as tensões sociais na capital. Esses anos viram o último florescimento da Antiga Rus, que foi destruída 10 anos após sua morte.
Vladimir Monômaco está enterrado na Catedral de Santa Sofia em Quieve. Gerações sucessivas muitas vezes se referiam ao seu reinado como a idade de ouro daquela cidade. Inúmeras lendas estão relacionadas com o nome de Monômaco, incluindo a transferência de Constantinopla para a Rus de relíquias preciosas como a Teótoco de Vladimir e a coroa Vladimir/moscovita chamada Boné de Monômaco.